# Senda Berenson Abbott

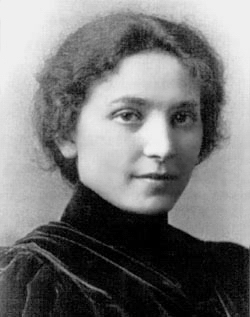
Senda Berenson Abbott

Senda Berenson Abbott (geborene Senda Valvrojenski; * 19. März 1868 in Butrimonys, Litauen; † 16. Februar 1954 in Santa Barbara, Kalifornien) war eine US-amerikanische Sportlehrerin, die als Vorreiterin des Frauenbasketballs Berühmtheit erlangte. Abbott war am Smith College in Northampton, Massachusetts beschäftigt, wo sie die Regeln des Basketballs 1893 für Frauen modifizierte. Das erste bekannte Basketballspiel zwischen reinen Frauenmannschaften wurde von Abbott organisiert und am 21. März 1893 am Smith College von ihr geleitet, etwas mehr als ein Jahr nach der Erfindung des Spieles durch James Naismith. In Anspielung auf Naismiths Person wird von Abbott auch als „Mutter des Frauenbasketballs“ gesprochen. Als erste Frau wurde sie 1985 neben Margaret Wade für ihre Verdienste um den Sport in die Naismith Memorial Basketball Hall of Fame aufgenommen.

## Leben
Abbotts Eltern siedelten mit ihren insgesamt fünf Kindern von Litauen in die USA nach Boston über als Abbott sieben Jahre alt war. Die Familie nahm dort den Nachnamen Berenson an. 1890 schrieb sich Senda Berenson an der Boston Normal School of Gymnastics ein, um sich zur Sportlehrerin ausbilden zu lassen. 1892 nahm sie eine Stelle als leitende Sportlehrerin am Smith College in Northampton, Massachusetts an. Sie war in dieser Funktion bis 1911 tätig, bevor sie den Englischprofessor Herbert Vaughan Abbott heiratete und ihre Stelle aufgab. Herbert Vaughan Abbott lehrte ebenfalls am Smith College. Er starb 1929. Fünf Jahre später zog Senda Berenson Abbott zu ihrer Schwester nach Santa Barbara in Kalifornien.

## Senda Berenson Abbott und Basketball
Etwa einen Monat vor Abbotts Anstellung am Smith College, einer reinen Mädchenschule, erfand James Naismith im nahegelegenen Springfield (Massachusetts) das Spiel Basketball. Er führte es dort für seine Schüler an der YMCA Training School ein. Abbott las über das Spiel in einer Zeitschrift und besuchte Naismith kurzerhand, um mehr über Basketball und dessen Eignung für ihre Schülerinnen zu erfahren. Am 21. März 1893 organisierte sie schließlich ein Spiel zwischen den Erst- und Zweitsemestlerinnen des Smith Colleges. Männliche Zuschauer waren ausgeschlossen. Dennoch machte das erste Frauenbasketball Schlagzeilen, da diese Art der körperlichen Ertüchtigung zur damaligen Zeit als unschicklich für Frauen galt. Abbott modifizierte daraufhin die Regeln des Spiels, unter anderem durch die Einteilung des Spielfeldes in drei feste Bereiche, die den einzelnen Spielerinnen zugewiesen wurden und die diese nicht verlassen durften.
Im Jahr 1899 erschienen die von Abbott geänderten Basketballregeln für Frauen erstmals in gedruckter Form. Zwischen 1901 und 1907 war sie Herausgeberin eines Fachmagazins für Frauenbasketball, des Basketball Guide for Women. Nach ihrer Kündigung am Smith College 1911 blieb Abbott noch bis 1917 als Herausgeberin dieses Magazins tätig.